# پراکندگی (آمار)

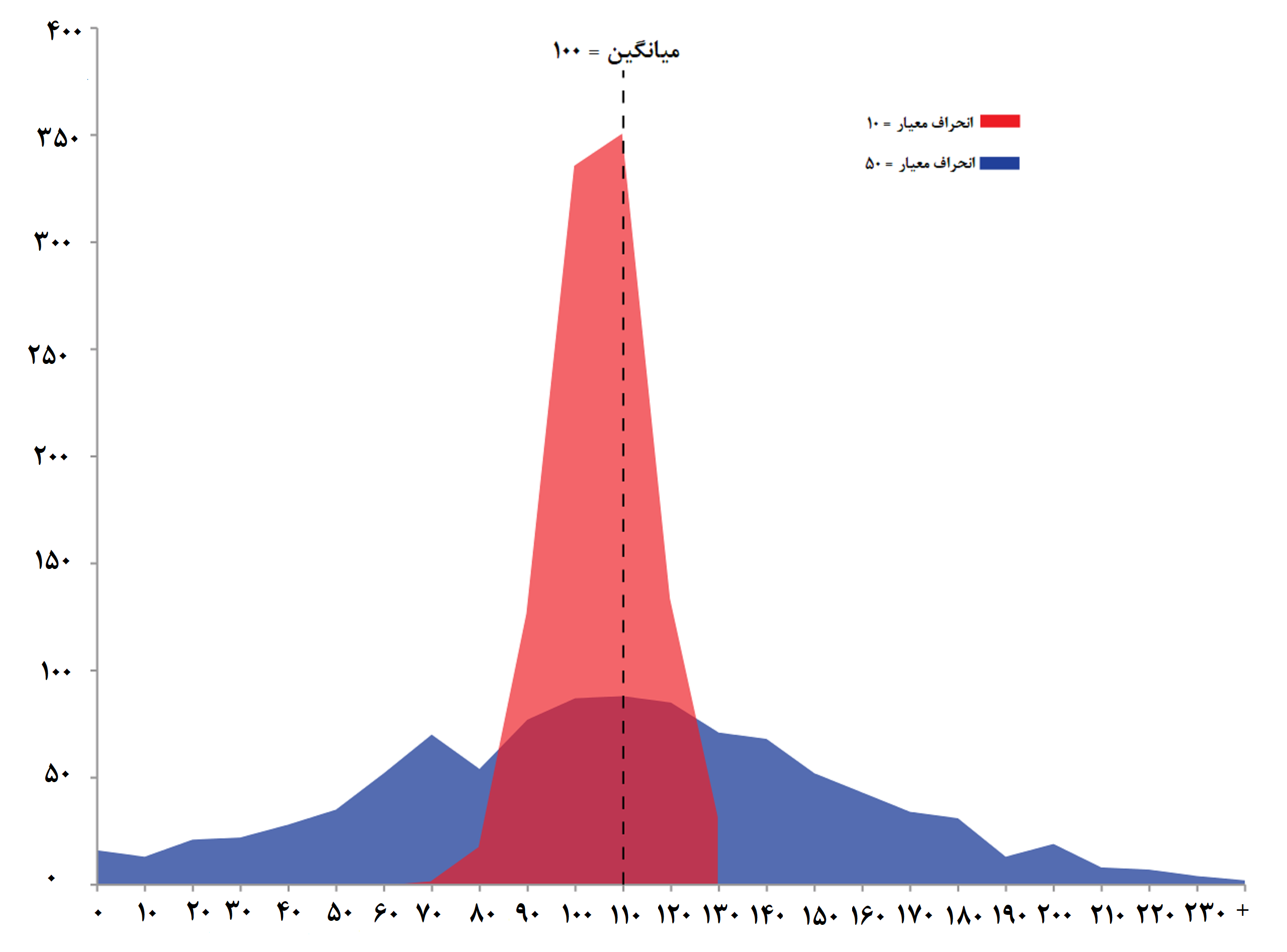
مثالی از تفاوت پراکندگی دو داده با میانگین یکسان حول آن

در آمار و احتمال منظور از سنجش‌های پراکندگی (به انگلیسی: Measures of variability) اعدادی است که تغییرات یک متغیر تصادفی را حول امید ریاضی آن نشان می‌دهند.
پراکندگی یکی از مهم‌ترین مفاهیم در آمار است. هدف از اندازه‌گیری معمولاً پیدا کردن تغییرات و توجیه آن‌هاست. هرچه پراکندگی کمتر باشد، پیش‌بینی مقدار یک متغیر تصادفی با کمک مقدار میانگینش دقیق‌تر می‌شود؛ به عبارت دیگر، پراکندگی می‌تواند دقتِ یک پیش‌بینی را نشان دهد.
دامنه یا  دامنهٔ بین چارکی
، واریانس و انحراف معیار، از مثال‌های معروف سنجش‌های پراکندگی هستند.

## معیارها
همهٔ شاخص‌های پراکندگی، اعدادی غیر منفی و حقیقی هستند که در صورت یکسان بودن همهٔ داده‌ها صفر می‌شوند و هرچه اختلاف داده‌ها از میانگین بیش‌تر باشد، این شاخص‌ها بزرگ‌تر می‌شوند. در ادامه بعضی از این شاخص‌های پراکندگی شرح داده شده‌اند.

### دامنه و دامنهٔ بین چارکی
دامنه ساده‌ترین راه برای نشان دادن پراکندگی داده‌هاست که از تفاضل مقدار کمینهٔ آن‌ها از بیشینه به دست می‌آید. استفاده از دامنه هنگامی که در جامعهٔ آماری  داده‌های پرت وجود دارد یا جامعه دارای استثناست، نمی‌تواند معیار مناسبی برای نشان دادن پراکندگی باشد. اشکال دیگر دامنه این است که به تعداد داده‌ها بستگی ندارد و با افزایش داده‌برداری نمی‌توان به اطلاعات دقیق‌تری از پراکندگی داده‌ها رسید.
یک راه برای اصلاح دامنه این است که یک چهارم داده‌ها را از دو طرف حذف کرد و دامنهٔ نصف باقی‌ماندهٔ داده‌ها را محاسبه کرد. به این شاخص  دامنهٔ بین چارکی می‌گویند و آن را با {\displaystyle IQR} نشان می‌دهند که بیان‌کنندهٔ فاصلهٔ بین چارک اول و چارک سوم است. چارک اول در واقع  میانه‌ی نیمهٔ اول داده‌ها و چارک سوم میانهٔ نیمهٔ دوم داده‌هاست. دامنهٔ بین چارکی پراکندگی و تغییرات داده‌ها را بهتر نشان می‌دهد اما مشکلش این است که در محاسبهٔ آن زیرمجموعه‌ای از داده‌ها انتخاب شده‌اند و همهٔ آن‌ها در مقدار آن تأثیر ندارند.

### واریانس و انحراف معیار
اختلاف هر یک از داده‌ها از میانگین فاصلهٔ آن‌ها را از میانگین نشان می‌دهد. محاسبهٔ اختلاف هر یک از داده‌ها معیار خوبی برای تعیین پراکندگی یک متغیر تصادفی حول میانگینش است اما جمع این اختلاف‌ها واضح است که همواره صفر می‌شود. برای حل این مشکل مجموع توان دوم این اختلاف‌ها را برابر واریانس تعریف کرده‌اند که محاسبهٔ آن برای متغیرهای تصادفی گسسته و پیوسته با میانگین {\displaystyle \mu } به شرح زیر است:
{\displaystyle \sigma _{X}^{2}=\int _{-\infty }^{\infty }(x-\mu )^{2}f_{X}(x)\,dx}
{\displaystyle \sigma _{X}^{2}=\sum _{i}(x-\mu )^{2}p_{i}}
واحد واریانس توان دوم متغیر تصادفی است. برای این که شاخص پراکندگی با متغیر تصادفی هم واحد شود، جذر واریانس را حساب کرده و به عنوان شاخص پراکندگی جدید به نام انحراف معیار تعریف می‌کنند. این شاخص مهم‌ترین و پرکاربردترین شاخص پراکندگی است.

### میانه قدر مطلق انحراف
در محاسبهٔ واریانس و انحراف معیار از مقدار میانگین استفاده می‌شود و چون فاصلهٔ داده‌ها از میانگین به توان دو می‌رسد، داده‌های پرت تأثیر بیش‌تری روی آن می‌گذارند. برای حل این مشکل میانه قدر مطلق انحراف (به انگلیسی: Median Absolute Deviation) یا به اختصار {\displaystyle MAD} تعریف می‌شود.
برای به دست آوردن آن، قدر مطلق اختلاف همهٔ داده‌ها با میانگین را محاسبه می‌کنند واز کوچک به بزرگ مرتب می‌کنند. میانهٔ این اختلاف‌ها برابر میانه قدر مطلق انحراف خواهد بود.
{\displaystyle \operatorname {MAD} =\operatorname {median} \left(\ \left|X_{i}-\operatorname {median} (X)\right|\ \right)\,}

## ارتباط پراکندگی و توزیع
با نمایش داده‌ها می‌توان بررسی کرد که پراکندگی یک متغیر تصادفی به کدام توزیع نزدیک‌تر است. به عنوان مثال، پراکندگی داده‌برداری‌های استاندارد شده، اندازه‌گیری آی‌کیو و سایر داده‌هایی را که از جمع چند متغیر تصادفی یکسان به دست می‌آیند و بر اساس تئوری انتظار می‌رود که از توزیع نرمال پیروی کنند، می‌توان از طریق واریانس تابع توزیع نرمال به دست آورد.